# Jessica Lind
Jessica Lind (geboren 1988 in St. Pölten) ist eine österreichische Drehbuchautorin und Schriftstellerin, die mit dem Gewinn des Literaturwettbewerbs Open Mike 2015 bekannt wurde.

## Leben
Jessica Lind wuchs in Niederösterreich auf und lebt heute in Wien, wo sie als selbständige Drehbuchautorin und dramaturgische Beraterin arbeitet. Sie studiert an der Filmakademie Wien Drehbuch und Dramaturgie.
Für ihre literarischen Arbeiten wurde sie 2009/2010 mit einem Hans-Weigel-Literaturstipendium und 2010 mit dem „Youngster of Arts“-Förderpreis der Stadt St. Pölten ausgezeichnet sowie 2012 mit dem BMUKK Startstipendium für Literatur. Sie gewann im Jahr 2010 den Ö1-Literaturwettbewerb „Wörter.See“ mit dem Text Ich träume vom Sehen, der als Hörspiel vertont wurde. Sie war Stipendiatin des 21. Klagenfurter Literaturkurses 2017. Teilnehmerin der Schreibwerkstatt der Jürgen Ponto Stiftung 2019. Darüber hinaus sind Texte von ihr in Anthologien vertreten. Ihre Texte wurden in der Literaturzeitschrift etcetera, der FM4 Wortlaut Anthologie und in The Gap veröffentlicht.
Zu ihren literarischen Vorbildern zählt die ungarisch-schweizerische Schriftstellerin Ágota Kristóf, deren pointierte Sprache und Gedankenführung ihr an der Filmakademie wegweisend erschienen.
Lind begleitete die Regisseurin Jessica Hausner bei ihrer Arbeit an Little Joe als Dramaturgin und in der Recherche.
Sie ist Autorin des Films Rubikon (gemeinsam mit Regisseurin Magdalena Lauritsch).
Ihr Debütroman Mama erschien im August 2021 bei Kremayr & Scheriau.

## Publikationen (Auswahl)
- 2021: Mama, Roman, Kremayr & Scheriau, Wien 2021, ISBN 978-3-218-01280-5.
- 2024: Kleine Monster, Roman, Hanser, Berlin 2024, ISBN 978-3-446-28144-8.

## Auszeichnungen
- 2010: Gewinn des Ö1-Literaturwettbewerbs „Wörter.See“ mit dem Text „Ich träume vom Sehen“
- 2012: BMUKK Startstipendium für Literatur
- 2015: „Writer in Residence“ des ORF III Literaturnachwuchsförderprogramms im Loisium Resort in der Südsteiermark
- 2015: Literar-Mechana Drehbuchstipendium
- 2019: Carl-Mayer-Drehbuchpreis für Der Tag, an dem der Regen kam[11]

## Belege
1. ↑  Mama. In: Kremayr & Scheriau. Abgerufen am 20. April 2021 (deutsch).
2. ↑  Zwei Österreicherinnen gewinnen Open Mike
3. ↑  Die Kandidaten des open mike 2015 - Jessica Lind, Open Mike der Blog vom 28. Oktober 2015
4. ↑  Filmakademie Wien. Abgerufen am 2. April 2021 (deutsch).
5. ↑  Literaturkurs 2017 - Bachmannpreis. Abgerufen am 2. April 2021.
6. ↑  Jürgen Ponto Stiftung – zur Förderung junger Künstler. Abgerufen am 2. April 2021.
7. ↑  Writer in Residence des ORF III Literaturnachwuchsförderprogramms, ORF 20. September 2015
8. ↑  Klick Fm4 Wortlaut 13, Kurzgeschichten-Anthologie Fm4 Wortlaut
9. ↑  Jessica Lind. Abgerufen am 21. April 2021.
10. ↑  Rubikon. In: Österreichisches Filminstitut. Abgerufen am 2. April 2021 (deutsch).
11. ↑  Carl Mayer-Drehbuchpreise 2019. Abgerufen am 22. März 2019.

| Personendaten    | Personendaten                                       |
| ---------------- | --------------------------------------------------- |
| NAME             | Lind, Jessica                                       |
| KURZBESCHREIBUNG | österreichische Drehbuchautorin und Filmregisseurin |
| GEBURTSDATUM     | 1988                                                |
| GEBURTSORT       | St. Pölten                                          |